# Sverre Hansen (fotbollsspelare)
Sverre Hansen, född 23 juni 1913 i Larvik, död 22 augusti 1974 i Larvik, var en norsk fotbollsspelare.
Hansen blev olympisk bronsmedaljör i fotboll vid sommarspelen 1936 i Berlin.